# 王孙雒
王孙雒（？—？），《国语》作王孙雄，《吴越春秋》、《越绝书》作王孙骆，《说苑·杂言》篇作公孙雒，《吕氏春秋·当染》篇作王孙雄，《史记·越世家》作公孙雄，春秋后期吴国大臣。

## 生平
吴王夫差做了一个梦，让伯嚭和王孙雒给他解梦。王孙雒说自己不能解梦，推荐了公孙圣。公孙圣触怒了夫差，被夫差处死。吴王派太宰嚭为右校司马，王孙雒为左校，带领了夫差的军队讨伐齐国。艾陵之战，吴军获胜。伍子胥依然忠心进谏，被夫差所杀。王孙雒听说之后，不再上朝。夫差问他是不是因为对自己杀了伍子胥感到不满。王孙雒说伍子胥是先王老臣，忠心耿耿。夫差后悔，想要杀掉谗言陷害伍子胥的伯嚭，说如果杀了伯嚭，那就相当于相当于第二个伍子胥了。吴国和晋国黄池会盟，越国偷袭吴国本土。夫差想要撤退，王孙雒建议夫差趁现在中原诸侯不知道消息，先在盟会上取得优势，夫差同意。吴国回军时，夫差派王孙雒去见周敬王，表明吴国抗击楚国、齐国，尊奉姬姓周室的立场。笠泽之战后，夫差派王孙雒肉袒膝行向越王勾践请降，勾践想要同意，范蠡劝他坚定决心。王孙雒多次向越国请和，最终没有成功。越国攻下姑苏，王孙雒陪同夫差亡命余杭山。越军将他包围，最后吴王夫差自杀。